# Fräulein Josette – meine Frau
Fräulein Josette – meine Frau ist ein deutscher Stummfilm aus dem Jahre 1926 von Gaston Ravel mit Dolly Davis in der Titelrolle. Der Geschichte liegt die gleichnamige französische Bühnenkomödie Mademoiselle Josette, ma femme (1906) von Paul Gavault und Robert Charvay zugrunde.

## Handlung
Josette ist ein noch minderjähriges und sehr modern erzogenes Mädchen, das genau weiß, was es will. Und so entschließt sie sich eines Tages dazu, ihren Vormund André Ternay zu heiraten. Sie macht dies nur, weil sie dank dieser Scheinehe, sollte diese eines Tages wieder aufgelöst werden, sich  dann, obwohl noch immer minderjährig, gegen den Willen ihres Vaters endlich denjenigen jungen Mann heiraten kann, den sie wirklich liebt. Doch die Dinge laufen anders, als geplant. Im Lauf der Scheinehe beginnen sie die beiden Vermählten mehr und mehr anzunähern, und Josette verliebt sich ernsthaft in ihren Gatten. Als der Moment der angestrebten Scheidung gekommen ist, wollen die beiden gar nicht mehr voneinander lassen, zumal der eigentliche Geliebte Josettes mittlerweile eine andere Frau gefunden hat.

## Produktionsnotizen
Fräulein Josette – meine Frau entstand im April 1926 im Berliner Filmatelier von Staaken sowie mit Außenaufnahmen in Nizza und am Genfer See. Der Film passierte die Filmzensur am 5. August 1926 und wurde am 10. September in Berlins U.T. Kurfürstendamm uraufgeführt.  Der Streifen besaß eine Länge von 2462 Metern, verteilt auf sechs Akte.
Die Alga Filmproduktions- und Vertriebs-Gesellschaft mbH wurde 1925 von Anatol Potok, Lothar Stark und Gustav Schwab gegründet. Der Firmenname ergab sich aus den Anfangsbuchstaben der Vornamen: Anatol-Lothar-Gustav. Hermann Warm entwarf die Filmbauten.
Derselbe Stoff war bereits 1914 in Frankreich verfilmt worden. Tonfilm-Versionen entstanden 1933 und 1951 unter der Regie von André Berthomieu.

## Kritik
Paimann’s Filmlisten resümierte: „Der Film hat gewisse Qualitäten: er ist gut besetzt, sauber aufgemacht und photographiert und bringt eine Reihe schöner Landschaftsbilder. Das Sujet konnten dem zum Vorwurf dienenden Werke  nur die Motive, nicht aber den Dialog entnehmen, für den man durch ein äußerst flottes Regietempo ein Äquivalent hätte bieten können. Dieses hat der Spielleiter, der ansonst sehr sorgfältig gearbeitet hat, aber nicht erreicht. Eine Reihe sehr witziger Titel fallen angenehm auf.“